# چینی پلیس (آریزونا)
چینی پلیس (به انگلیسی: Chaney Place) یک منطقهٔ مسکونی در ایالات متحده آمریکا است که در آریزونا واقع شده‌است. چینی پلیس ۱٬۰۵۳ متر بالاتر از سطح دریا واقع شده‌است.